# Manuel Roxas
Manuel Acuña Roxas (Capiz, 1 de janeiro de 1892 – Angeles, 15 de abril de 1948) foi o presidente das Filipinas entre 1946 e 1948.

## Carreira
Roxas foi presidente do Partido Nacionalista Filipino e secretário de Manuel Quezón durante a sua presidência das Comunidade das Filipinas de 1938 a 1941.
Em 1941 foi ajudante do general Douglas MacArthur e foi aprisionado pelos japoneses.
Durante a Segunda República foi ministro sem pasta do governo de José Laurel, motivo pelo qual veio mais tarde a ser acusado de colaboracionista com os ocupantes japoneses. Foi julgado e absolvido desta acusação. 
Manuel Roxas foi presidente do Senado das Filipinas no período compreendido entre 1945 e 1946, altura em que foi eleito primeiro presidente da Terceira República Filipina.